# Succinyl-CoA
Succinyl-Coenzym A (kurz: Succinyl-CoA) ist ein Thioester der Bernsteinsäure mit dem Coenzym A. In der Biochemie wird damit auch das Anion bezeichnet. Succinyl-CoA tritt als Zwischenprodukt bei verschiedenen Stoffwechselprozessen auf. 

## Bedeutung im Citratzyklus
Succinyl-CoA entsteht im Citratzyklus aus α-Ketoglutarat durch oxidative Decarboxylierung und Bildung eines Thioesters mit Coenzym A. Die mehrstufige Reaktion wird durch den α-Ketoglutarat-Dehydrogenase-Komplex katalysiert. Pro umgesetztem Molekül α-Ketoglutarat werden je ein Molekül CO2 und NADH gebildet. 
Im weiteren Verlauf des Citratzyklus wird Succinyl-CoA durch die Succinyl-CoA-Synthetase in Succinat und Coenzym A gespalten. Außerdem entsteht ein Molekül einer energiereichen Phosphatverbindung, wobei es sich entweder um GTP oder um ATP handelt.

## Weitere Reaktionen
- Succinyl-CoA entsteht auch aus Propionyl-CoA unter Beteiligung der Enzyme Propionyl-CoA-Carboxylase, Methylmalonyl-CoA-Epimerase[5] und Methylmalonyl-CoA-Mutase. Diese Umsetzung zählt zu den anaplerotischen Reaktionen. So ist Succinyl-CoA für Teile der Kohlenstoffgerüste der Aminosäuren Isoleucin, Valin, Methionin und Threonin die Eintrittstelle in den Citratzyklus.[6]
- Succinyl-CoA ist einer der Ausgangsstoffe bei der Synthese der Porphyrine und wird dafür dem Citratzyklus entzogen (kataplerotische Reaktion). Dabei reagiert Succinyl-CoA mit Glycin zu δ-Aminolävulinat. Die Reaktion wird von der δ-Aminolävulinat-Synthase katalysiert. Succinyl-CoA ist damit ein Grundstoff für den Aufbau des Häm-Komplexes, der unter anderem im roten Blutfarbstoff Hämoglobin enthalten ist.[7]
- Die Verwertung des Ketonkörpers Acetacetat wird eingeleitet, indem Succinyl-CoA das Coenzym A an Acetacetat abgibt, wodurch Acetacetyl-CoA und Succinat entstehen. Der Austausch wird von der 3-Ketosäure–CoA-Transferase (SCOT) katalysiert.[8]
- Es gibt Hinweise darauf, dass Succinyl-CoA auch Endprodukt der β-Oxidation von Dicarbonsäuren in den Peroxisomen der Niere und Leber ist. Dabei wird Succinyl-CoA von der Succinyl-CoA-Thioesterase (ACOT4) in Succinat und CoA gespalten.[9] Dicarbonsäuren entstehen durch ω-Oxidation von Fettsäuren.